# Villeton
Villeton település Franciaországban, Lot-et-Garonne megyében. Lakosainak száma 474 fő (2022. január 1.). Villeton Lagruère, Calonges, Monheurt, Puch-d’Agenais, Razimet és Tonneins községekkel határos.

## Népesség
A település népessége az elmúlt években az alábbi módon változott:
| Lakosok száma | 471  | 444  | 511  | 515  | 475  | 460  | 456  | 459  | 458  | 474  |
|               | 1968 | 1982 | 1990 | 2006 | 2013 | 2015 | 2017 | 2019 | 2020 | 2022 |